# Elecciones estudiantiles de la Universidad Central de Venezuela de 2019
Las elecciones estudiantiles de la Universidad Central de Venezuela de 2019 se realizaron el 7 de junio para escoger a los representantes estudiantiles ante el centro de estudiantes, consejo de escuela, facultad y universitario, además del presidente o presidenta a la Federación de Centros Universitarios (FCU).

## Irregularidades

### Planchas
La plancha la encabeza por el estudiante David Sosa, perteneciente a Voluntad Popular (VP) se había inscrito inicialmente con el nombre de Estudiantes Libres, pero hicieron campaña bajo el nombre Todos Por la U por lo que solicitaron la modificación en las papeletas que serán repartidas el día de la elección, viernes 7 de junio. Aseguró que el integrante de la Comisión Electoral Estudiantil, Ezequiel Montilla, ha recibido amenazas y por eso no permitió el cambio del nombre de la plancha, lo cual podría confundir a los votantes.
Rafaela Requesens hizo un llamado a la «plancha contraria», en referencia a Vamos UCV que encabeza Lustay Franco, de Acción Democrática, como candidata a la FCU, asegurando que el grupo tiene «una careta de democracia» porque asegura que entre sus integrantes «tiene a representantes de la dictadura». Agregó que el país demanda un movimiento estudiantil de altura y darle el espacio al régimen «es darle el espacio a la muerte, a los presos, a la corrupción».

### Hechos violentos
La presidenta saliente de la Federación de Centros Universitarios, FCU-UCV, Rafaela Requesens perteneciente a Primero Justicia, denunció el secuestro, en dos ocasiones, de la comisión electoral estudiantil y la detonación de explosivos que ha ocurrido durante el proceso electoral como una forma amedrentamiento. Manifestó, su negativa por la inclusión de 90 personas «que no son miembros de la comunidad universitaria, no son estudiantes» para ser incluidos en el registro de la escuela de sociología.

## Resultados
|  | 60.29 % |

|  | 37.01 % |

|  | 2.70 % |

|  | 32.28 % |